# Балянус
Баля́нус, або морськи́й жо́лудь, жолудя́нка (Balanus, від лат. balanus — «жолудь») — найпоширеніший і найбагатший видами рід інфраряду вусоногих (Cirripedia). Тіло цих рачків захищене вапняним будиночком, схожим зовні на жолудь або закритий бутон тюльпана (звідси наукова та друга українська назви цих тварин), з якого час від часу висовуються вусикоподібні ловецькі ноги. До вільного руху здатні лише личинки, дорослі особини ведуть прикріплений спосіб життя та іноді поселяються на рухомих об'єктах. Морські жолуді приносять велику шкоду судноплавству: вони часпо обліплють дно кораблів, в результаті чого вага судна зростає на кілька тонн.

## Види
Рід містить такі види:
- Balanus balanus (Linnaeus, 1758)
- Balanus bloxhamensis Weisbord, 1966
- Balanus borsodensis Kolosváry, 1952
- Balanus calidus Pilsbry, 1916
- Balanus campbelli Filhol, 1886
- Balanus chisletianus Sowerby, 1859
- Balanus citerosum Henry, 1973
- Balanus connelli Cornwall, 1927
- Balanus crenatus Bruguiére, 1789
- Balanus curvirostratus Menesini, 1968
- Balanus darwinii Seguenza, 1876
- Balanus ecuadoricus Pilsbry & Olson, 1951
- Balanus flosculoidus Kolosváry, 1941
- Balanus gizellae Kolosváry, 1967
- Balanus glandula Darwin, 1854
- Balanus hohmanni Philippi, 1887
- †Balanus humilis Conrad, 1846 (extinct)
- †Balanus imitator Zullo, 1984 (extinct)
- Balanus irradians Zullo & Guruswami-Naidu, 1982
- Balanus irregularis Broch, 1931
- Balanus kanakoffi Zullo, 1969
- Balanus kondakovi Tarasov & Zevina, 1957
- Balanus laevis Bruguiere, 1789
- Balanus laguairensis Weisbord, 1966
- Balanus leonensis Weisbord, 1966
- Balanus microstomus Philippi, 1887
- Balanus minutus Hoek, 1913
- Balanus mirabilis Krüger, 1912
- Balanus newburnensis Weisbord, 1966
- Balanus nubilus Darwin, 1854
- Balanus ochlockoneensis Weisbord, 1966
- Balanus pannonicus Kolosváry, 1952
- Balanus parkeri Zullo, 1967
- Balanus perforatus Bruguiére, 1789
- Balanus poecilus Darwin, 1854
- Balanus polyporus Pilbry, 1924
- Balanus provisoricus Kolosváry, 1961
- Balanus pulchellus Ren, 1989
- Balanus rhizophorae Ren & Liu, 1978
- Balanus rostratus Hoek, 1883
- Balanus sauntonensis Parfitt, 1871
- Balanus similis Weltner, 1922
- Balanus spongicola Brown, 1844
- Balanus subalbidus Henry, 1974
- Balanus tamiamiensis Ross, 1964
- Balanus trigonus Darwin, 1854
- Balanus tuboperforatus Kolosváry, 1962
- Balanus tumorifer Kolosváry, 1962
- Balanus uliginosis Henry, 1973
- Balanus vadaszi Kolosváry, 1949
- Balanus veneticensis Seguenza, 1876
- Balanus withersi Pilsbry, 1930

## Загальна характеристика
Доросла тварина укладена у вапняну раковину, яка прикріплена до субстрату і складається з шести пластинок. Чотири пластинки утворюють кришечку і можуть розсуватися завдяки дії спеціальних м'язів. Рачок лежить на дні будиночка спинною стороною вниз, висовує кінцівки між розкритими пластинками і здійснює ритмічні помахи, заганяючи в будиночок воду з харчовими частинками.
Невеликих розмірів - 1,5 см в діаметрі (  Balanus amphitrite ). Найбільшим видом балянусів є гігантський морський жолудь (B. nubilis). Був вперше описаний Чарлзом Дарвіном, що досягає 7 см в діаметрі і 12,7 см у висоту.
Забарвлення найчастіше сіре або білувате, з фіолетовими або коричневими поздовжніми смужками.
Відносяться до обростувачів, так як прикріплюються своєю широкою підошвою до будь-яких підводних предметів - каменів, раковинам молюсків, сваям пірсів та інших підводних споруд, коріння дерев, днищ судів, також можуть прикріплюватися до різних морських тварин. Клейка речовина, що виробляється у балянусів для закріплення на поверхні, дуже стійка, бо не піддається впливу сильних кислот, лугів і органічних розчинників, витримує температуру понад 200 °C .
У свою чергу на масивних стулках балянусів часто поселяються м'які губки, для яких будиночок є міцним фундаментом. При цьому оброслий морської губкою рачок добре маскується серед морських обростань.

## Життєвий цикл
Розвиток морського жолудя, як і інших вусоногих раків, включає кілька фаз - яйце, личинку і дорослого рачка. Личинки морського жолудя вільно плавають і мають дві стадії:
- Наупліус  (перша стадія),
- Ципріс  (друга стадія).

У тропічних видів повний личиночний розвиток займає 3-5 діб, у холодноводних видів - від двох тижнів до одного місяця і більше.
Циприсовидні личинки не харчуються, деякий час плавають і, потрапивши у сприятливі умови, осідають, прикріплюються до субстрату за допомогою передніх антен.
Дорослі рачки, після прикріплення позбавляються можливості рухатися та ведуть нерухомий спосіб життя.
Морські жолуді ростуть досить швидко. У тропіках деякі види досягають статевої зрілості через 8-16 днів після осідання. У більш холодних Балтійському, Чорному і Азовському морях  B. improvisus  для цього потрібно три місяці.
Залежно від виду тривалість життя коливається від 1-2 до 5-7 і більше років.
| Наупліус |  | Ципріс |  | Дорослі особини на раковині мії піщаної (Mya arenaria) |

## Розмноження

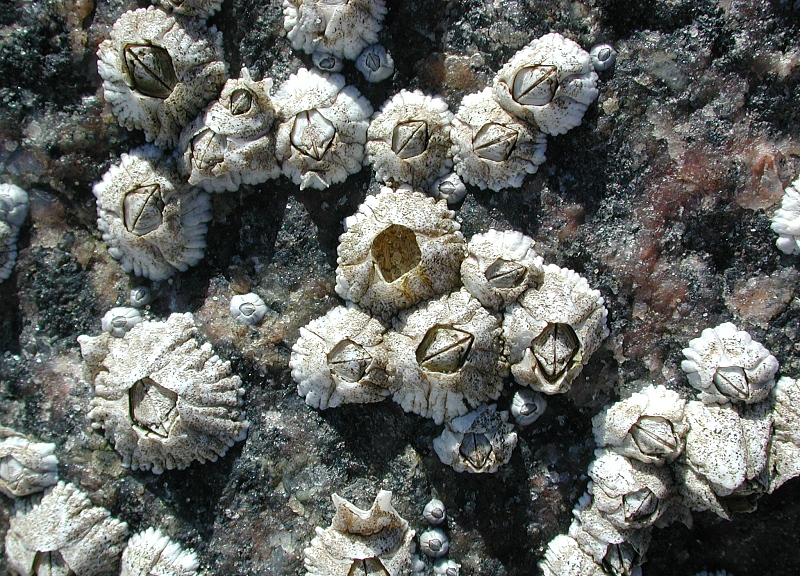
Між сидячими поруч особинами відбувається перехресне запліднення

Як і більшість інших торацикових, морські жолуді — гермафродити, але пристосовані до перехресного запліднення.
Кожна особина має одночасно чоловічі та жіночі статеві залози. Яйцеводи відкриваються при основі передньої пари грудних ніжок, і виходячі з них яйця потрапляють в мантійну порожнину. Сім'япроводи впадають у довгий трубкоподібний чоловічий статевий орган (пеніс) — виріст редукованого черевного відділу, поміщений безпосередньо позаду задньої пари грудних ніжок.
При спарюванні пеніс розпрямляється, висовується з раковини назовні і проникає в мантійну порожнину сусідньої особини, виділяючи туди сперму, яка запліднює яйця. У тих, хто сидить зазвичай в безпосередній близькості один до одного особин подібний процес перехресного запліднення здійснюється без будь-яких ускладнень. У дослідах по ізоляції окремих особин показана можливість їх самозапліднення і розмноження в самостійно.
Після запліднення купки яєць об'єднуються у мантійній порожнині батьківської особини тонкими хітиновими оболонками в яйценосні пластинки і приступають до дроблення.
Холоднолюбні види морських жолудів ( B. balanus ) утворюють яйця влітку, запліднюють взимку, і личинки виходять на волю навесні. Теплолюбні види ( В. improvisus ) протягом літа встигають відкласти яйця декілька разів.
Як відомо, балянуси утворюють численні колонії. Навколо однієї особини може почати рости ще кілька або кілька личинок можуть осісти в одному місці. У цьому випадку через якийсь час, коли вони збільшаться у розмірах, збереження звичайної форми напівеліпса вже буде неможливо. Тоді балянуси починають «вростати один в одного» — не рости як зазвичай, а втискатися в сусідні особини. Це допомагає захистити колонію від хижаків (хоча таких мало)